# Rendezvous Pitch Maneuver
Pierwotnie nazywany R-bar pitch maneuver (RPM), następnie Rendezvous Pitch Maneuver (RPM), także nazywany Rotational Pitch Maneuver (RPM), czyli salto w tył, ang. backflip, które wykonywał prom kosmiczny mocą silników system sterowania reakcyjnego, przed przycumowaniem do Międzynarodowej Stacji Kosmicznej (ISS), w celu zaprezentowania osłony termicznej wahadłowca astronautom fotografującym ją z pokładu stacji kosmicznej. Podczas gdy prom kosmiczny był oddalony od stacji o 180 metrów, obracał się w tył, o 360° w płaszczyźnie pionowej, aby umożliwić wykonanie zdjęć cyfrowych osłony termicznej, w celu udokumentowania jej stanu technicznego
.
Bazując na informacjach zebranych podczas RPM, zespół kontroli misji mógł podjąć decyzję o gotowości, lub nie, do wejścia w atmosferę. Mogli oni również podjąć decyzję na oczekiwanie w ISS na misję ratowniczą lub próbować EVA do naprawienia osłony termicznej umożliwiającego bezpieczne wejście promu w atmosferę. Te działania stały się standardem dla wszystkich wahadłowców dokujących do ISS po katastrofie promu Columbia, spowodowanej przez uszkodzoną osłonę termiczną. Po raz pierwszy manewr RPM wykonano w misji STS-114. Manewr RPM trwał dziewięć minut, półtorej minuty podczas manewru było przeznaczone na fotografowanie osłony termicznej promu. Zdjęcia były wykonywane aparatami cyfrowymi z matrycami o wysokiej rozdzielczości i z długoogniskowymi obiektywami o ogniskowej długości 400 mm, 800 mm, 1000mm. Manewr (RPM) wymagał od dowódcy statku wysokich kwalifikacji pilotażowych w sterowaniu wahadłowców, ze względu na to, iż manewr był wykonywany w pobliżu stacji kosmicznej, nie zawsze pozostającej w pełnym widoku

.

## Galeria Rendezvous Pitch Maneuver

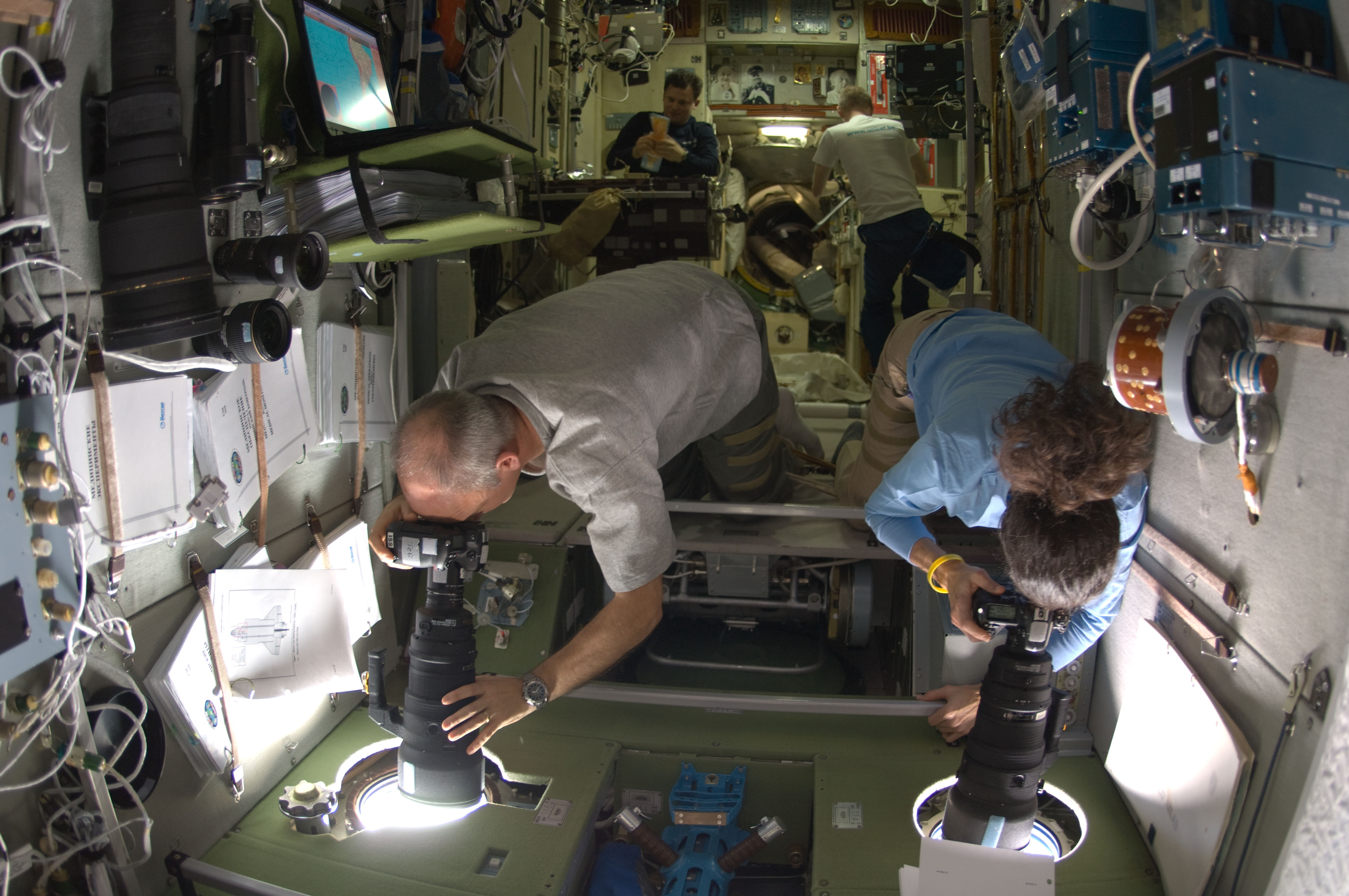
Astronauci Jeffrey Williams i Nicole Stott, obydwoje z ekspedycji 21, z Modułu Sewisowego Zwiezda, fotografują prom Atlantis podczas RPM
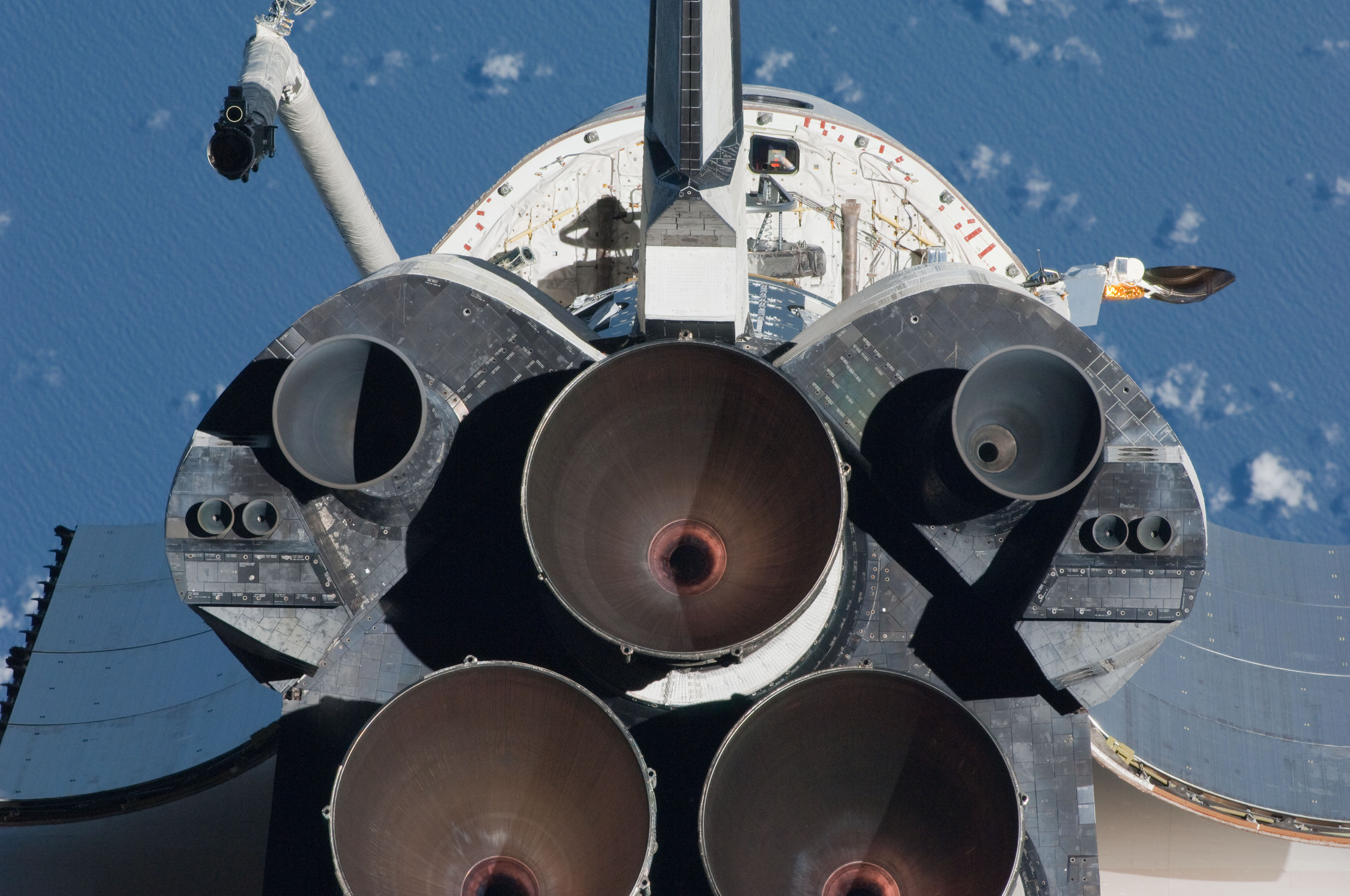
Tylna część wahadłowca Endeavour sfotografowana przez załogę ekspedycji 22, podczas RPM w STS-130
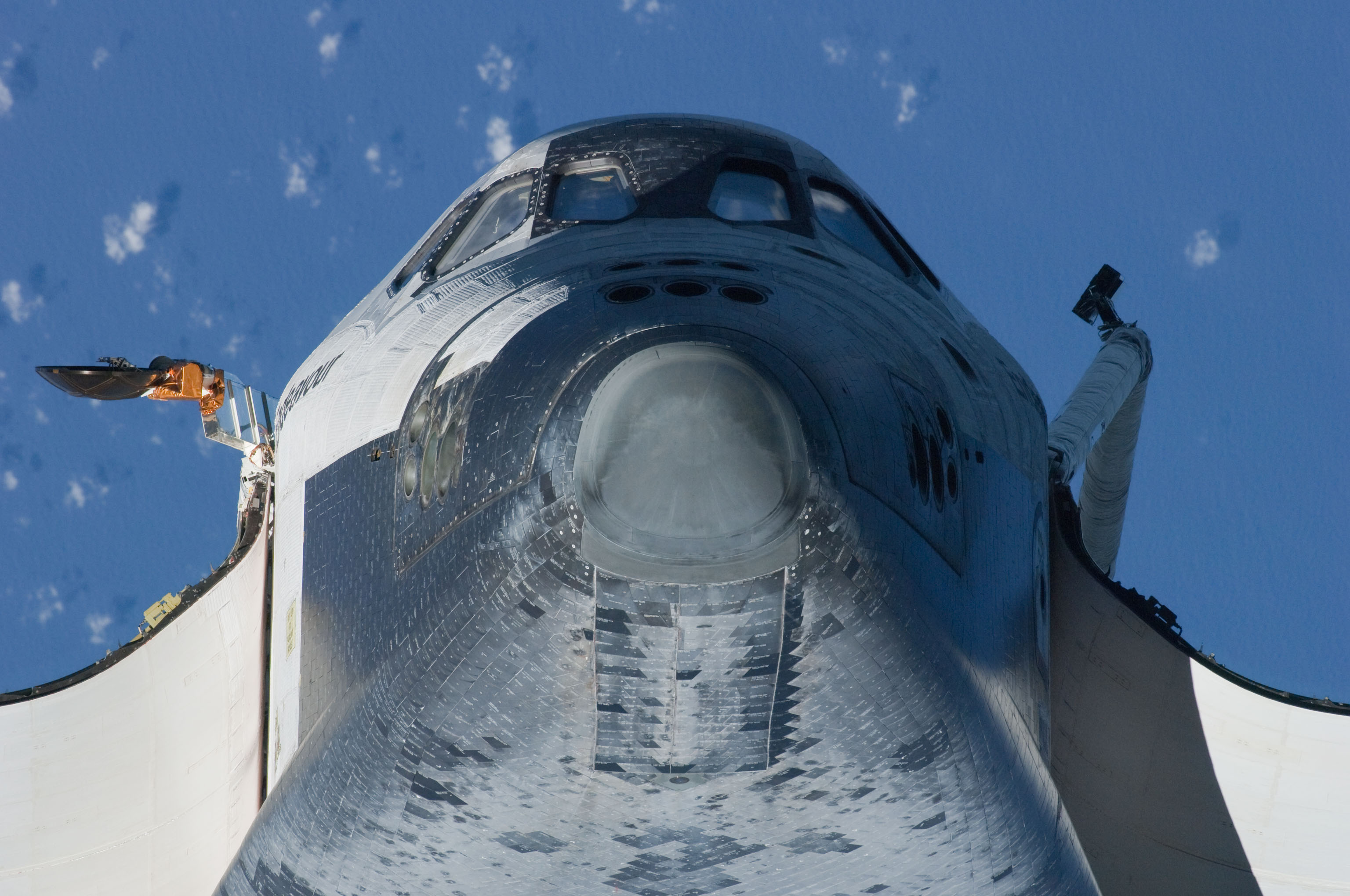
Zdjęcie to wykonano podczas STS-130 i Ekspedycji 22 w czasie RPM
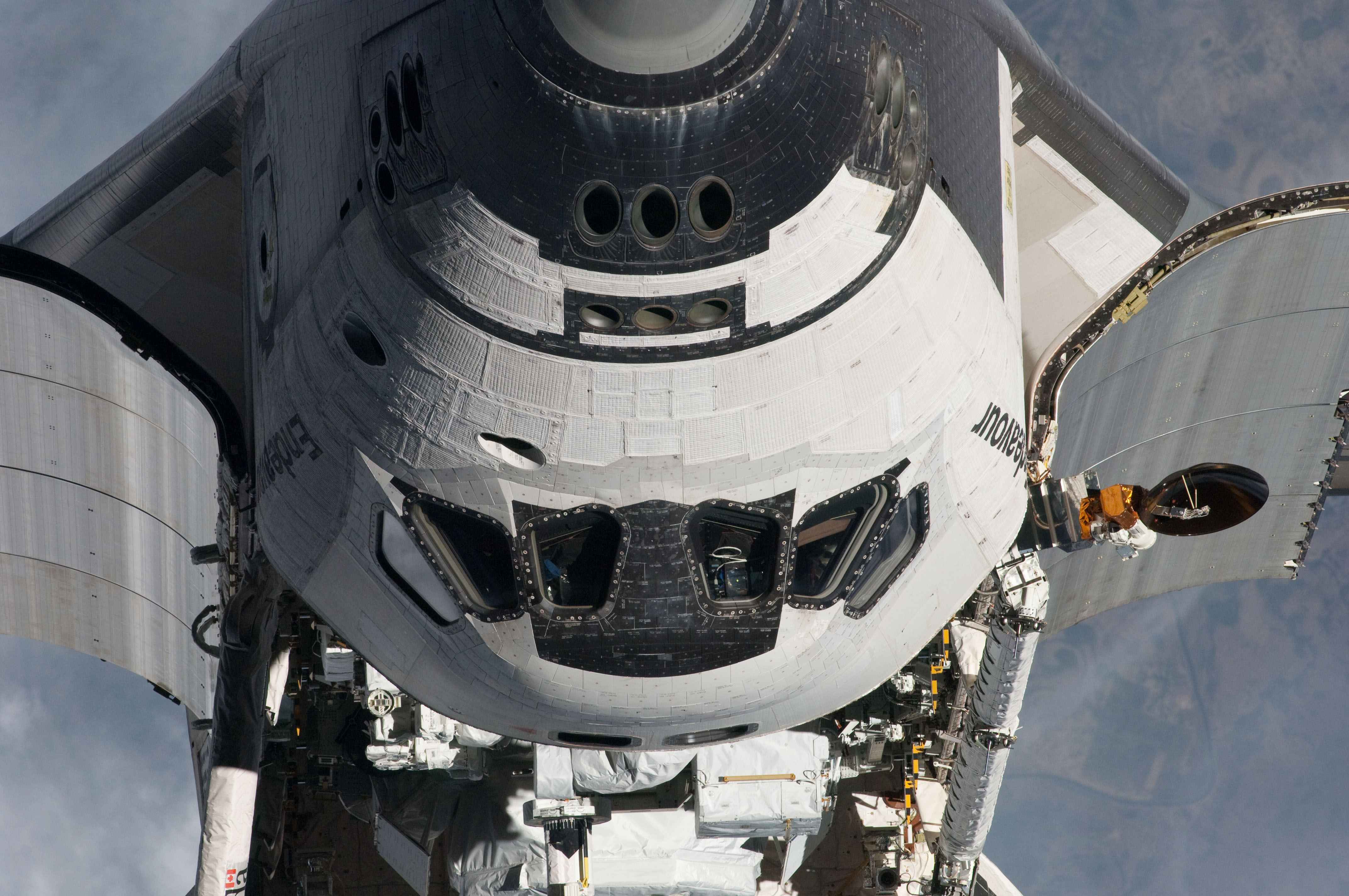
Zdjęcie wykonali członkowie załogi Ekspedycji 27 podczas RPM w STS-134

## Dokowanie promu do ISS

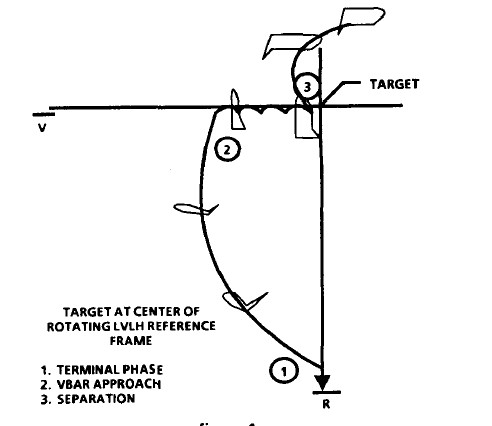
Trasa którą pokonywał wahadłowiec do portu dokowania STS, po zakończeniu RPM

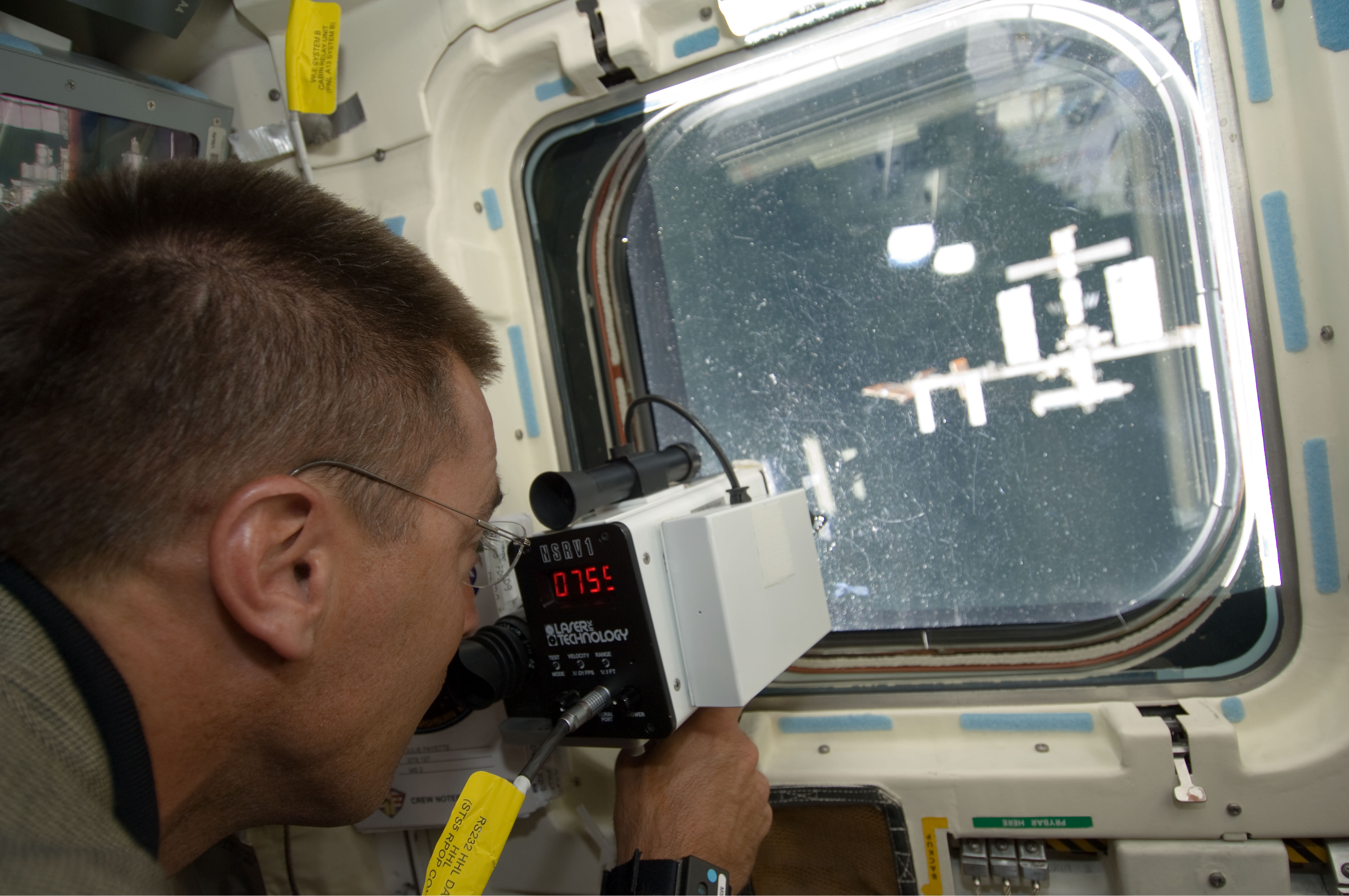
Podczas operacji dokowania w misji 127, specjalista pokładowy Christopher Cassidy używając odległościomierza, mierzy odległość z promu kosmicznego do Międzynarodowej Stacji Kosmicznej

Układ współrzędnych (na rysunku z lewej strony) przedstawia współrzędną  R-bar łączącą środek Ziemi, z ISS (na wykresie oznaczony jako TARGET), plusem skierowaną do środka ziemi. Współrzędna V-bar jest styczną do orbity ISS,  dodatnią w kierunku jej obrotu i prostopadłą do współrzędnej R-bar. Po zakończeniu manewru RPM (punkt 1 na układzie współrzędnych), wahadłowiec wykonywał zmianę kąta pochylenia o 90° podnosząc dziób do góry w tempie 0,1° na sekundę. Jednocześnie silniki systemu sterowania reakcyjnego ustawiały wahadłowiec tak, aby w momencie kiedy będzie skierowany ogonem w kierunku Ziemi, otwarta skrzynia ładunkowa wskazywała wyznaczony  port dokowania stacji ISS (APAS-95 strona bierna) (punkt 2), a prędkość wznoszenia zmniejszyła się do zera. Port dokowania promu APAS-95 (strona aktywna) znajdował się we wnęce ładunkowej promu. Jeżeli założymy, że przód ISS to strona zwrócona w kierunku poruszania się w ruchu orbitalnym, to tak ustawiony prom (punkt 2) znajdował z przodu ISS. W tym miejscu znajdował się początek etapu, w którym wahadłowiec poruszał się według osi V-bar. Na początku trasy promu według osi V-bar prędkość wahadłowca w ruchu orbitalnym początkowo nieznacznie malała (hamowanie silnikami RCS), co rozpoczynało zbliżanie się wahadłowca do portu dokowania ISS. W ostatniej fazie dokowania, prędkość wahadłowca względem ISS stopniowo malała tak, aby w momencie spotkania równała się zeru (była zbliżona do zera).
Dokowanie było można realizować w trybie manualnym i automatycznym. Okna promu umieszczone na pokładzie tylnym (w dachu kabiny) ułatwiały sterowanie promem podczas dokowania ręcznego. W misji STS-128, wystrzelonej 28 sierpnia 2009 roku, odbyło się inauguracyjne użycie  systemu nawigacyjnego do dokowania nowej generacji o nazwie TriDAR. W urządzeniu tym użyto skanera 3D i kamerę termograficzną. Zasada działania TriDAR-u nie opierała się na zastosowaniu znaczników, czujników i punktów umownych, lecz śledziła ISS na podstawie jej kształtu przestrzennego i termograficznego zapisanego w pamięci programu urządzenia.

### Galeria dokowania promu do ISS

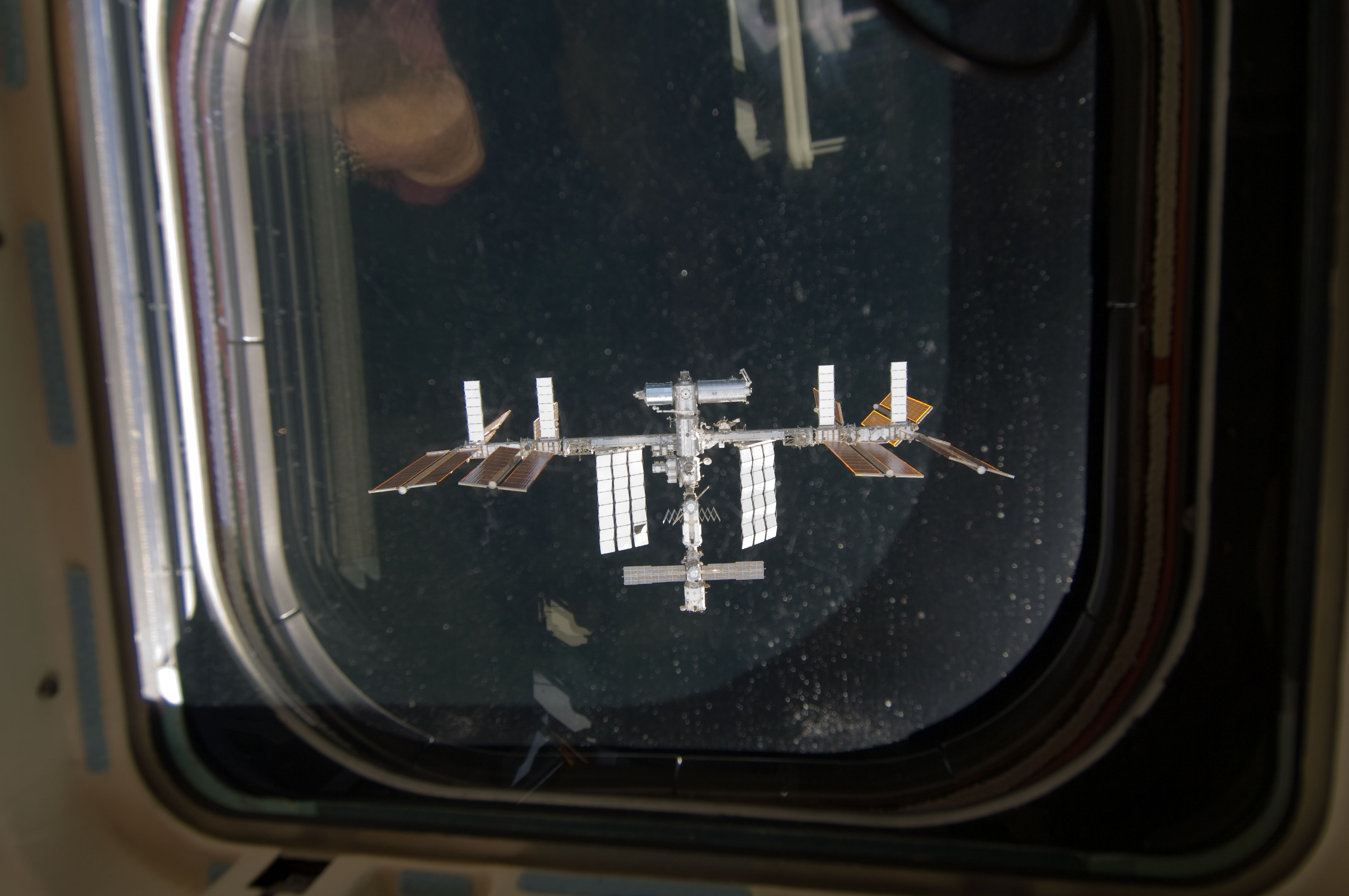
ISS widziana z jednego z dwóch okien tylnego pokładu promu (w dachu kabiny), podczas gdy prom znajdował się na ścieżce dokowania V-bar
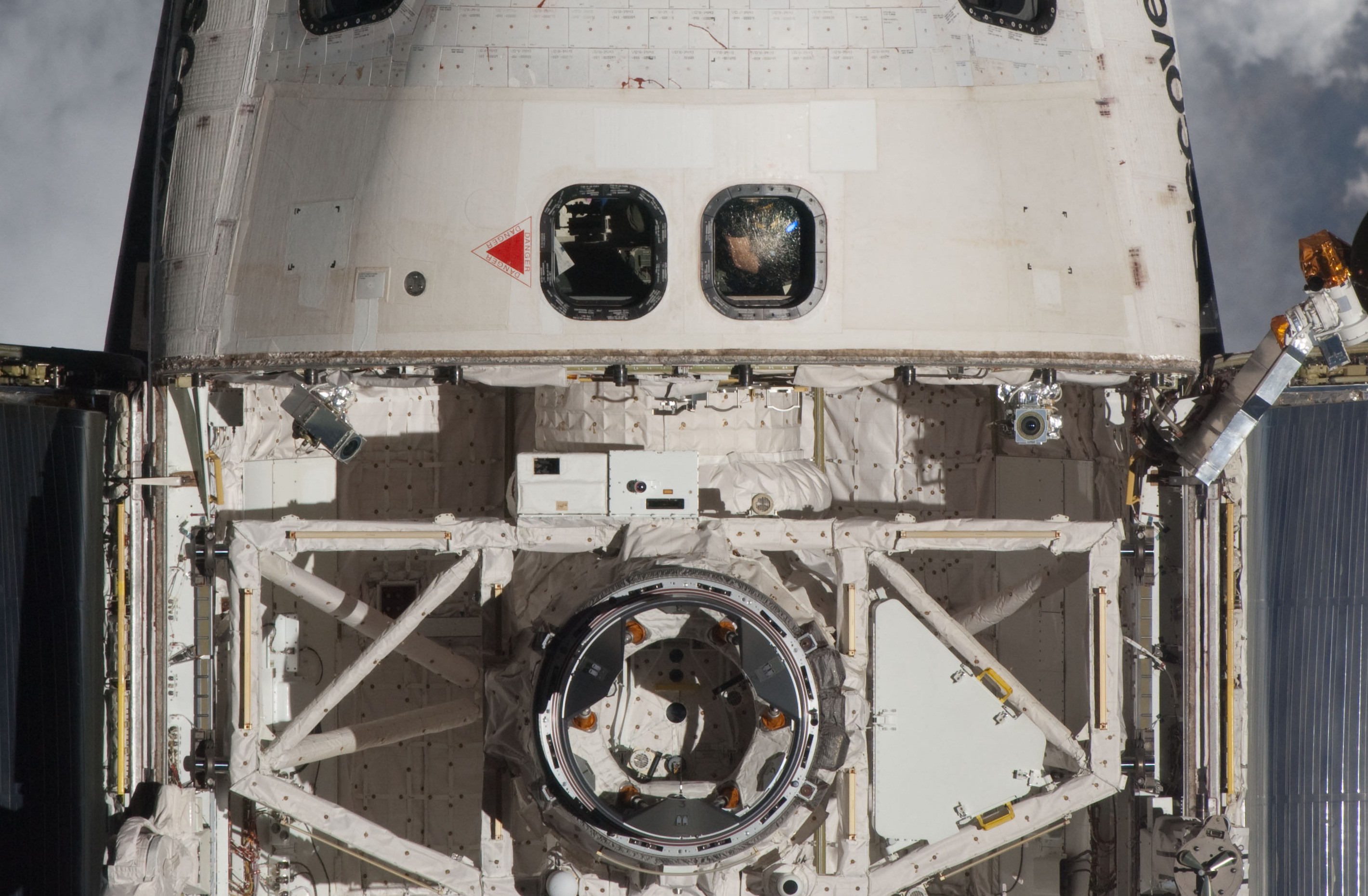
Mała skrzynka nad portem dokowania jest urządzeniem do automatycznego dokowania TriDAR,
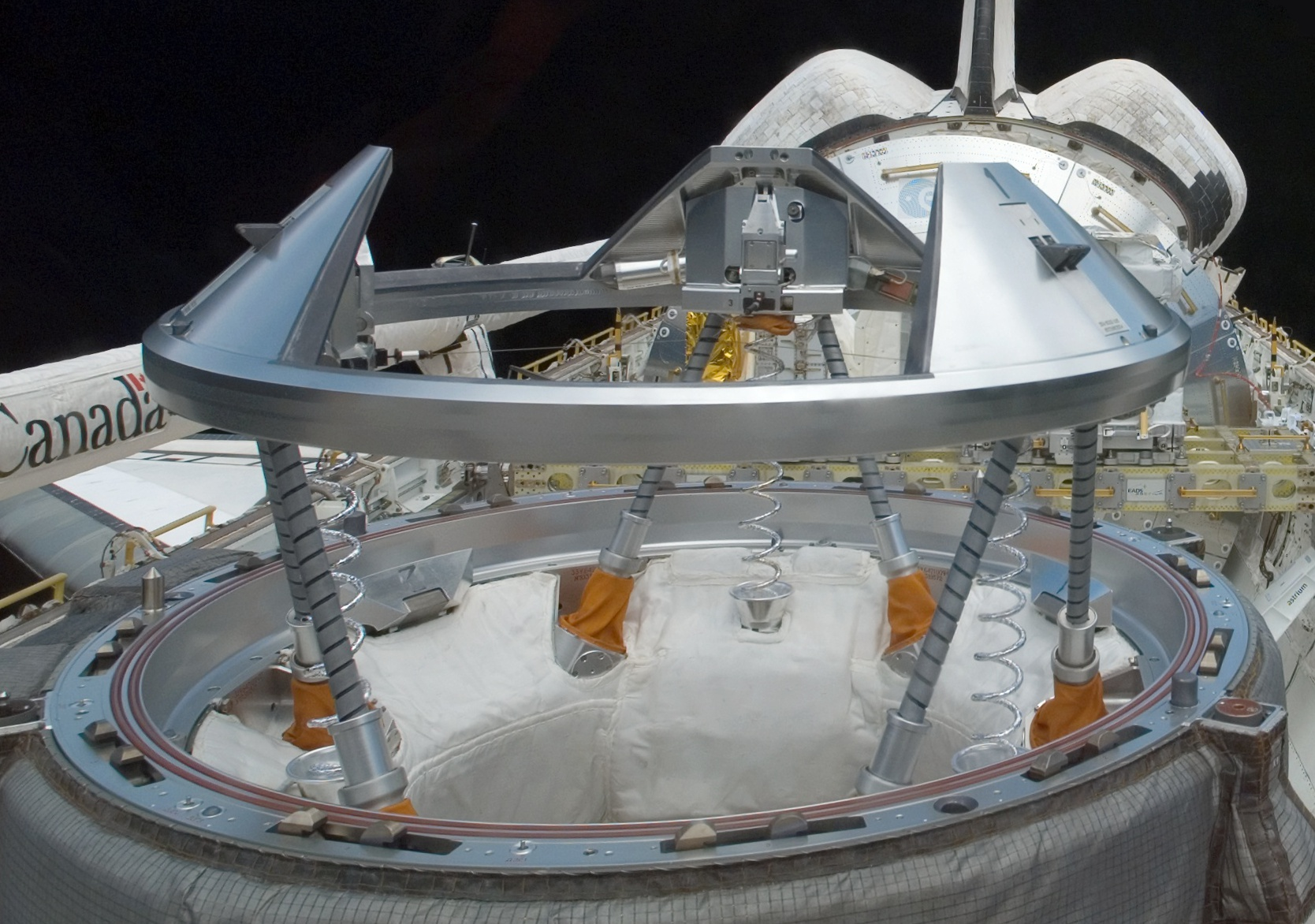
APAS-95 (strona aktywna) – port dokowania promu Atlantis
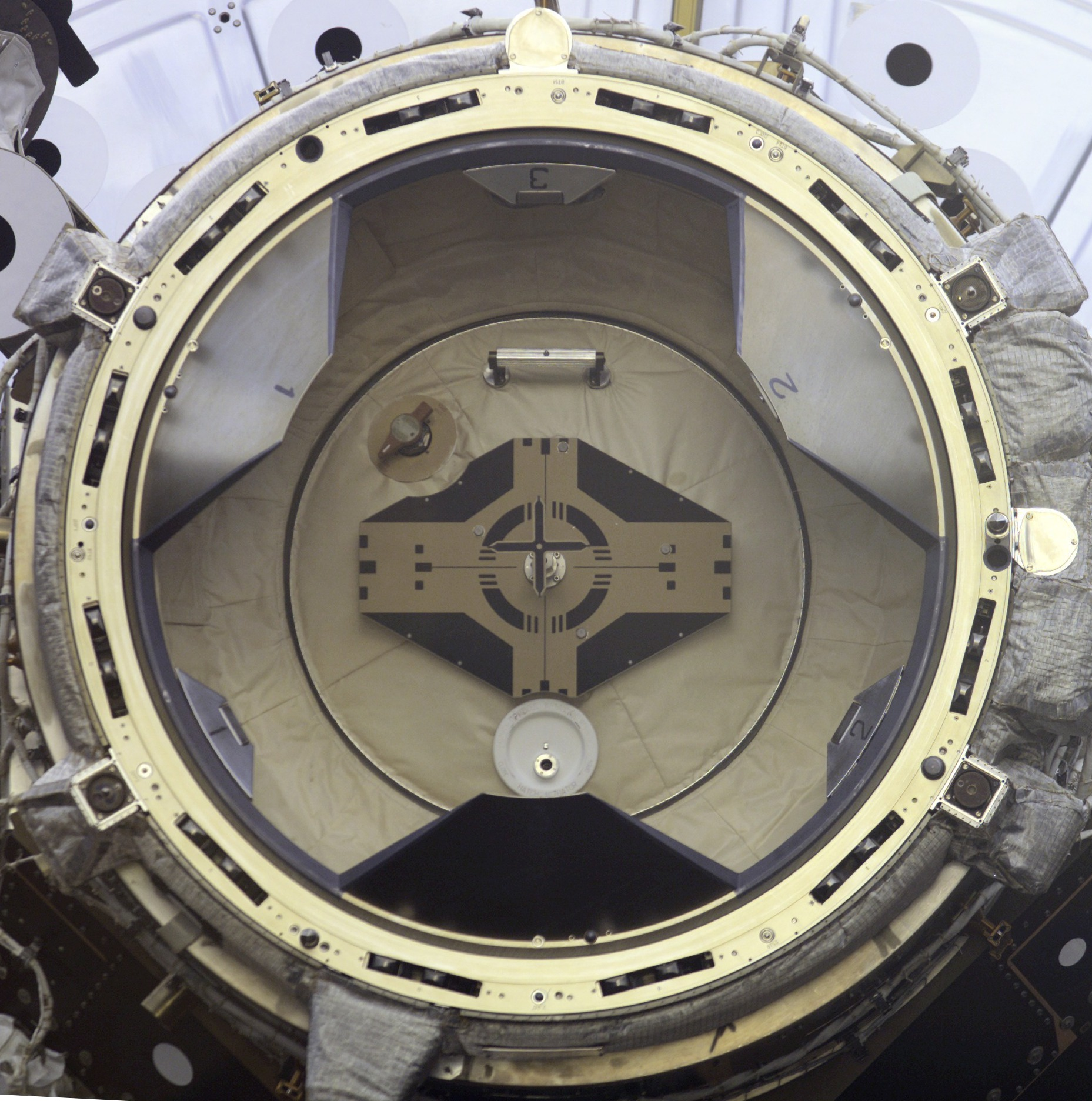
APAS-95 (strona pasywna) portu dokowania do ISS na hermetycznym module cumowania PMA-2
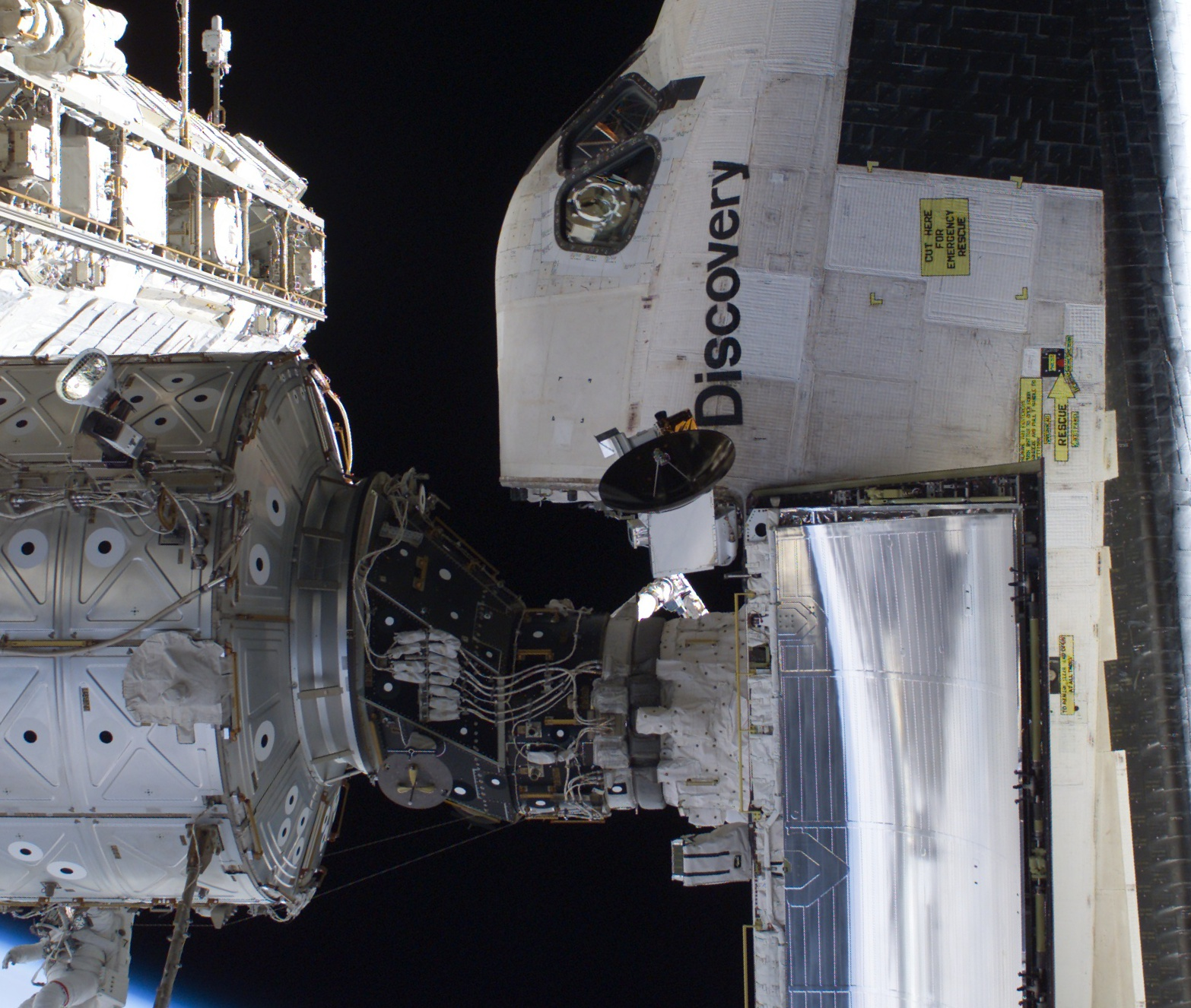
Wahadłowiec Discovery, przycumowany do laboratorium Destiny na ISS
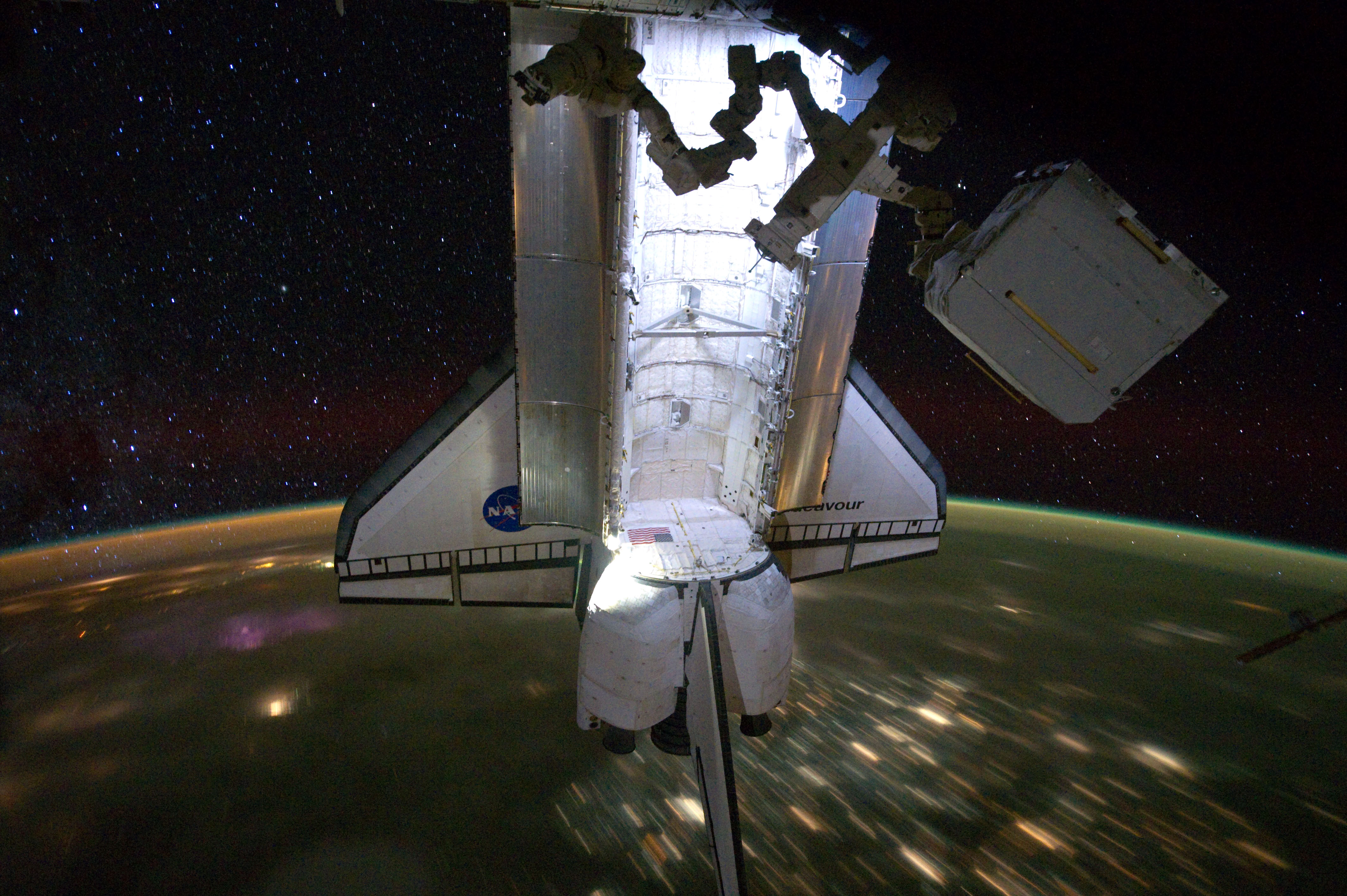
Wahadłowiec Endeavour przycumowany do ISS podczas STS-134